# خالق‌داد چودری
خالق‌داد چودری (بنگالی: খালেকদাদ চৌধুরী؛ ۲ فوریهٔ ۱۹۰۷ – ۱۶ اکتبر ۱۹۸۵)، که با تخلّص‌های شهادت چودری و آتشباز نیز شناخته می‌شود، نویسنده، نمایشنامه‌نویس و رمان‌نویس نامدار بنگلادشی بود. دولت بنگلادش در سال ۲۰۱۸ به پاس خدمات او به زبان و ادبیات بنگالی، نشان اکوشی پاداک، دومین نشان غیرنظامی مهم کشور را پس از مرگ به او اعطا کرد.

## زندگی و خانواده
چودری در ۲ فوریهٔ ۱۹۰۷ در خانهٔ مادری‌اش در روستای چانگائون در مادان، ناحیهٔ نتروکونه در استان میمن‌سینگ (در قلمرو ریاست بنگال) زاده شد. او از خانواده‌ای بنگالی مسلمان بود و بزرگ‌ترین فرزند از میان هشت پسر و دو دختر نواب علی چودری و نجم‌النساء چودری به‌شمار می‌رفت. خاندان پدری‌اش در روستای سُناجور در آتپارا ساکن بودند و از بازماندگان یکی از خاندان‌های برو-بهویان در سدهٔ شانزدهم به‌شمار می‌آمدند. نیاکان او پس از نبرد پلاسی در ۱۷۵۷ به قاضی‌پور گریختند و بخشی از خاندان در پرگنهٔ الاپ‌سینگ در میمن‌سینگ امروزی. شاخه‌ای از این خانواده، به رهبری غازی لشکر و غازی عسکر، در همان‌جا ماندگار شد و غازی عسکر در سُناجور اقامت گزید. خالق‌داد چودری از نسل پنجم غازی عسکر بود.

## تحصیلات
تحصیلات او در ۱۹۱۱ از دبستان نذیرگنج آغاز شد و سپس در ۱۹۱۶ به مدرسهٔ جهانگیرپور در مادان رفت. سال بعد در دبیرستان دتتا نام‌نویسی کرد و در ۱۹۲۴ با درجهٔ عالی از آن فارغ شد. سپس در کالج لرد ریپون در کلکته و بعد در کالج اسلامیه کلکته به تحصیل ادامه داد و بی‌ای زبان انگلیسی گرفت.

## فعالیت حرفه‌ای
درگذشت پدرش در ۱۹۲۸ مسئولیت خانواده را بر دوش او گذاشت و او نتوانست تحصیلاتش را ادامه دهد. در ۱۹۲۹ به‌عنوان سرپرست شعبهٔ میدلند بانک در نتروکونه کار خود را آغاز کرد و سال بعد معلم دبیرستان در کلکته شد. بین ۱۹۴۴ تا ۱۹۶۱ در سمت افسر روابط عمومی دولت در نتروکونه، ناحیه سنام‌گنج و ناحیه سلهت فعالیت داشت. او همچنین سال‌ها مدیر انجمن کودکان نتروکونه (Modhumachi Koci-kacar Mela) و دبیرکل منتخب نهضت بین‌المللی صلیب سرخ و هلال احمر بود. کتابخانه‌ای عمومی در نتروکونه بنیاد نهاد و در جنگ آزادی‌بخش بنگلادش (۱۹۷۱) فعالانه مشارکت کرد.

### فعالیت ادبی
چودری هم‌زمان با آغاز فعالیت حرفه‌ای‌اش، به نوشتن علاقه نشان داد. نخستین شعر او در مجلهٔ «بیکاش» در کلکته منتشر شد که سردبیرش بنده علی میا بود. نوشته‌هایش زیر تأثیر شاعرانی چون عبدالقدیر و ابوالکلام شمس‌الدین قرار داشت. او سپس در روزنامهٔ «کریشک» به سردبیری ابوالمنصور احمد مسئول بخش کودک شد و با تخلّص «شهادت چودری» می‌نوشت. بعدها با دیدار قاضی نذرالاسلام به حلقه‌های ادبی او پیوست و سردبیر ادبی روزنامهٔ «نباجوگ» شد. هم‌زمان، روزنامهٔ کودکان «آگونر فُلکی» را با تخلّص «آتشباز» اداره کرد. او در نشریات متعددی چون «ساوقت»، «محمدی»، «ماهِ ناو»، «دلربا»، «جُبگانی»، «ساجیترا سندهانی»، «پاکستان خبر» و «پرتیدوانی» قلم می‌زد. همچنین مجله‌های محلی «اُتار آکاش» و «سریجانی» را در نتروکونه منتشر می‌کرد که در آن نسل تازهٔ نویسندگان بنگالی مانند رفیق آزاد، هلال حفیظ و نیرمالندو گون آثارشان را چاپ می‌کردند.
او در ۱۹۸۳ جایزهٔ آکادمی بنگلا را دریافت کرد.

## زندگی شخصی
چودری در اکتبر ۱۹۲۷ با دخترعموی خود حمیده چودری ازدواج کرد.

## درگذشت و میراث
چودری در ۱۶ اکتبر ۱۹۸۵ درگذشت. آخرین اثر او داستان کوتاهی به نام «آبارتا» بود. پس از مرگش، ابو جعفر شمس‌الدین او را «آخرین ستارهٔ نسل ادبی پیرامون نذرالاسلام» خواند. در ۱۹۹۷، انجمن ادبی نتروکونه جایزهٔ ادبی خالق‌داد چودری را برای یادبود او پایه‌گذاری کرد که هر سال در «پوهیلا فالغون» به یک شاعر یا نویسنده اهدا می‌شود. از برندگان این جایزه می‌توان رفیق آزاد، کبیر چودری، رابیه خاتون، ابو الحسن شهریار، انیس‌الحق، هلال حفیظ، سلیم‌الدین، همایون احمد، مهادیو سها، نیرمالندو گون و محمد ظفر اقبال را نام برد.

## آثار
او ۱۵ کتاب منتشر کرد که شامل رمان، داستان کوتاه، مقاله، ترجمه و نمایشنامه است:
- یکتی آتما آپامریتو
- رکتاکتا آدهیای
- چاند بگر گره
- شاپ مریر اوبیشاپ
- ای ماتی روکت‌رنگا

از آثار ترجمه‌ای او:
- مارو صحرا
- بهارستان غیبی، چهار جلد (انتشارات دیویا پراکاش، داکا)
- البکر دویپ
- بیشوا ساهیتیا پریچای
- اوبیشاپتا مسند (نمایشنامه)
- شتابدیر دوی دیگنتا (زندگینامهٔ خودنوشت)

## مطالعهٔ بیشتر
- راشد، امام‌الرح. «خالق‌داد چودری»، در: جیبونی گرنتامالا، آکادمی بنگلا، داکا، ۱۹۹۷.